# Корнара (Падова)
Корнара је насеље у Италији у округу Падова, региону Венето.
Према процени из 2011. у насељу је живело 41 становника. Насеље се налази на надморској висини од 15 м.